# Joan II de Schleswig-Holstein-Sonderburg
Joan el Jove o Joan de Dinamarca (25 de març de 1545 – 9 d'octubre de 1622) fou un príncep de Dinamarca de la casa d'Oldenburg i duc de Schleswig-Holstein-Sonderburg de 1559 a 1622.